# Velika zlatna arena za najbolji film
Velika zlatna arena za najbolji film glavna je nagrada među zlatnim arenama koje se od 1955. godine dodjeljuju svake godine kao jugoslavenske nacionalne filmske nagrade na Festivalu igranog filma u Puli. Od 1955. do 1990. nagrade su bile Jugoslavijin kinematografski ekvivalent američkog Oscara, a u konkurenciji su mogli biti filmovi iz šest republičkih (i dviju pokrajinskih) kinematografija bivše SFRJ.
Godine 1991. festival je otkazan zbog raspada Jugoslavije[A], prije svega zbog velikosrpske agresije na Hrvatsku, ali je nastavljen 1992. godine kao festival hrvatskog filma (isključivši time filmove i filmaše iz današnje Slovenije, Bosne i Hercegovine, Kosova, Crne Gore, Srbije i Makedonije). Od tada se u tom formatu održava svake godine iako nijedna nagrada nije dodijeljena na izdanju iz 1994. godine.[B]
Festivalski natjecateljski program obično uključuje prikazivanje svih filmova lokalne produkcije u prethodnih 12 mjeseci (što je moguće zbog relativno malog broja u produkcije lokalne filmske industrije), pa svatko uključen u njihovo stvaranje automatski je kvalificiran za nagrade Zlatne arene. Stoga ne postoje popisi nominiranih koji se objavljuju prije aktualne ceremonije dodjele nagrada kao što je slučaj s Akademijinim nagradama u SAD-u. Nagrade dodjeljuje ocjenjivački sud od pet ili šest članova koje imenuje festivalsko vijeće prije svakog izdanja festivala, a čine ga istaknuti filmaši i filmski kritičari.
Iako je festival utemeljen 1954. godine, nagrada za najbolji film prvi je put dodijeljena 1957. godine. Prije izdanja iz 1957. godine festival je imao zaseban izbor kritike i publike za nagradu za najbolji film prikazan na festivalu. Sve do 1990. godine nagrade su uvijek bile dodijeljene filmskoj produkcijskoj kompaniji ili više njih, osim 1981. godine kada je nagrada spojena sa Zlatnom arenom za režiju, pa su redatelj i produkcijske kompanije dobitničkog filma (Pad Italije Lordana Zafranovića) zaslužile nagradu. Sveukupno gledajući, Jadran film iz Zagreba i Avala film iz Beograda bili su najuspješniji studiji tijekom razdoblja postojanja Jugoslavije (1957. – 1990.), osvojivši 11 odnosno 8 nagrada svaki.
U 1990-ima je nagrada privremeno spojena s onom za režiju sve do 1999. godine kada je stari format ponovo nakratko uveden. Između 2003. i 2007. filmski redatelji dobivali su nagradu za najbolji film iako su još uvijek mogli biti izabrani zasebno za nagradu za režiju (iako je u četirima od pet prilika u tom periodu isti redatelj dobio obje nagrade za isti film). Od 2008. godine nagrada se dodjeljuje producentu filma.

## Popis dobitnika

### 1955. – 1980.
Sljedeća tablica popisuje sve filmove koji su bili dobitnici prvih triju nagrada u periodu od 1957. do 1980. godine. U četirima prilikama dva su filma podijelila istu nagradu. Godine 1961. i 1965. dva su filma podijelila Veliku zlatnu arenu, a 1966. dva su filma podijelila drugu nagradu, dok su 1967. godine dva filma podijelila treću nagradu. Štoviše, 1965. godine druga nagrada nije dodijeljena. Podijeljene nagrade naznačene su asteriskom (*).
Promjene u nagradama
- Godine 1954. nije postojao festivalski ocjenjivački sud ni zasebne nagrade po izboru kritike i publike. Nagrada za najbolji film po izboru kritike dodijeljena je filmu Vesni Františeka Čapa, a nagrada za najbolji film po izboru publike otišla je filmu Stojanu Mutikaši Fedora Hanžekovića. U sljedećim su godinama obje nagrade po izboru kritike i publike bile paralelne sa Zlatnim arenama festivalskog ocjenjivačkog suda, pa se nagrade iz 1954. obično ne smatraju prethodnicama današnje Velike zlatne arene.
- Godine 1955. festivalski ocjenjivački sud uveden je po prvi put i prvi je put nagrada službeno nazvana Velikom zlatnom arenom. Iako je bila dodijeljena redatelju najboljega filma, ona je de facto prva Velika zlatna arena za najbolji film, a dobio ju je František Čap za film Trenutki odločitve.
- Godine 1956. nagrada za najbolji film nije dodijeljena ni u jednom obliku.
- Od 1957. do 1960. festivalski ocjenjivački sud rangiralo je tri najbolja filma festivala bez podjela službenih nagrada.
- Od 1961. do 1968. godine Velika zlatna arena dodjeljivana je za najbolji film zajedno s drugom nagradom nazvanom Velikom srebrnom arenom i trećom nagradom nazvanom Srebrnom arenom.
- Od 1969. do 1980. treća nagrada bila je nazvana Velika brončana arena.

| Godina | Nagrada                                    | Originalni naslov(i)                       | Redatelj(i)                                |                                            |
| ------ | ------------------------------------------ | ------------------------------------------ | ------------------------------------------ | ------------------------------------------ |
| 1955.  | 1                                          | Trenutki odločitve                         | František Čap                              |                                            |
| 1956.  | Velika zlatna arena nije bila dodijeljena. | Velika zlatna arena nije bila dodijeljena. | Velika zlatna arena nije bila dodijeljena. | Velika zlatna arena nije bila dodijeljena. |
| 1957.  | 1                                          | Pop Ćira i pop Spira                       | Soja Jovanović                             |                                            |
| 1957.  | 2                                          | Svoga tela gospodar                        | Fedor Hanžeković                           |                                            |
| 1957.  | 3                                          | Subotom uveče                              | Vladimir Pogačić                           |                                            |
| 1958.  | 1                                          | H-8                                        | Nikola Tanhofer                            |                                            |
| 1958.  | 2                                          | Cesta duga godinu dana                     | Giuseppe De Santis                         |                                            |
| 1958.  | 3                                          | Kroz granje nebo                           | Stole Janković                             |                                            |
| 1959.  | 1                                          | Vlak bez voznog reda                       | Veljko Bulajić                             |                                            |
| 1959.  | 2                                          | Tri četrtine sonca                         | Jože Babič                                 |                                            |
| 1959.  | 3                                          | Pet minuta raja                            | Igor Pretnar                               |                                            |
| 1960.  | 1                                          | Deveti krug                                | France Štiglic                             |                                            |
| 1960.  | 2                                          | Rat                                        | Veljko Bulajić                             |                                            |
| 1960.  | 3                                          | Tri Ane                                    | Branko Bauer                               |                                            |
| 1961.  | 1                                          | Balada o trobenti i oblaku                 | France Štiglic                             |                                            |
| 1961.  | 1                                          | Uzavreli grad                              | Veljko Bulajić                             |                                            |
| 1961.  | 2                                          | Veselica                                   | Jože Babič                                 |                                            |
| 1961.  | 3                                          | Pesma                                      | Radoš Novaković                            |                                            |
| 1962.  | 1                                          | Kozara                                     | Veljko Bulajić                             |                                            |
| 1962.  | 2                                          | Saša                                       | Radenko Ostojić                            |                                            |
| 1962.  | 3                                          | Prekobrojna                                | Branko Bauer                               |                                            |
| 1963.  | 1                                          | Licem u lice                               | Branko Bauer                               |                                            |
| 1963.  | 2                                          | Radopolje                                  | Stole Janković                             |                                            |
| 1963.  | 3                                          | Samorastniki                               | Igor Pretnar                               |                                            |
| 1964.  | 1                                          | Službeni položaj                           | Fadil Hadžić                               |                                            |
| 1964.  | 2                                          | Marš na Drinu                              | Žika Mitrović                              |                                            |
| 1964.  | 3                                          | Ne joči, Peter                             | France Štiglic                             |                                            |
| 1965.  | 1                                          | Prometej s otoka Viševice                  | Vatroslav Mimica                           |                                            |
| 1965.  | 1                                          | Tri                                        | Aleksandar Petrović                        |                                            |
| 1965.  | 2                                          | Druga nagrada nije dodijeljena.            | Druga nagrada nije dodijeljena.            | Druga nagrada nije dodijeljena.            |
| 1965.  | 3                                          | Doći i ostati                              | Branko Bauer                               |                                            |
| 1966.  | 1                                          | Ponedjeljak ili utorak                     | Vatroslav Mimica                           |                                            |
| 1966.  | 2                                          | Štićenik                                   | Vladan Slijepčević                         |                                            |
| 1966.  | 2                                          | Rondo                                      | Zvonimir Berković                          |                                            |
| 1966.  | 3                                          | San                                        | Puriša Đorđević                            |                                            |
| 1967.  | 1                                          | Skupljači perja                            | Aleksandar Petrović                        |                                            |
| 1967.  | 2                                          | Jutro                                      | Puriša Đorđević                            |                                            |
| 1967.  | 3                                          | Breza                                      | Ante Babaja                                |                                            |
| 1967.  | 3                                          | Na avionima od papira                      | Matjaž Klopčič                             |                                            |
| 1968.  | 1                                          | Kad budem mrtav i beo                      | Živojin Pavlović                           |                                            |
| 1968.  | 2                                          | Podne                                      | Puriša Đorđević                            |                                            |
| 1968.  | 3                                          | Imam dvije mame i dva tate                 | Krešimir Golik                             |                                            |
| 1969.  | 1                                          | Nizvodno od sunca                          | Fedor Škubonja                             |                                            |
| 1969.  | 2                                          | Događaj                                    | Vatroslav Mimica                           |                                            |
| 1969.  | 3                                          | Biće skoro propast sveta                   | Aleksandar Petrović                        |                                            |
| 1970.  | 1                                          | Lisice                                     | Krsto Papić                                |                                            |
| 1970.  | 2                                          | Biciklisti                                 | Puriša Đorđević                            |                                            |
| 1970.  | 3                                          | Bube u glavi                               | Miloš Radivojević                          |                                            |
| 1971.  | 1                                          | Rdeče klasje / Crveno klasje               | Živojin Pavlović                           |                                            |
| 1971.  | 2                                          | U gori raste zelen bor                     | Antun Vrdoljak                             |                                            |
| 1971.  | 3                                          | Opklada                                    | Zdravko Randić                             |                                            |
| 1972.  | 1                                          | Maestro i Margarita                        | Aleksandar Petrović                        |                                            |
| 1972.  | 2                                          | Vuk samotnjak                              | Obrad Gluščević                            |                                            |
| 1972.  | 3                                          | Kako umrijeti                              | Miomir Stamenković                         |                                            |
| 1973.  | 1                                          | Sutjeska                                   | Stipe Delić                                |                                            |
| 1973.  | 2                                          | Bombaši                                    | Predrag Golubović                          |                                            |
| 1973.  | 3                                          | Živjeti od ljubavi                         | Krešimir Golik                             |                                            |
| 1974.  | 1                                          | Užička republika                           | Žika Mitrović                              |                                            |
| 1974.  | 2                                          | Derviš i smrt                              | Zdravko Velimirović                        |                                            |
| 1974.  | 3                                          | Crveni udar                                | Predrag Golubović                          |                                            |
| 1975.  | 1                                          | Kuća                                       | Bogdan Žižić                               |                                            |
| 1975.  | 2                                          | Zimovanje u Jakobsfeldu                    | Branko Bauer                               |                                            |
| 1975.  | 3                                          | Povest o dobrih ljudeh                     | France Štiglic                             |                                            |
| 1976.  | 1                                          | Idealist                                   | Igor Pretnar                               |                                            |
| 1976.  | 2                                          | Najdolgiot pat                             | Branko Gapo                                |                                            |
| 1976.  | 3                                          | Seljačka buna 1573                         | Vatroslav Mimica                           |                                            |
| 1977.  | 1                                          | Ne naginji se van                          | Bogdan Žižić                               |                                            |
| 1977.  | 2                                          | Akcija stadion                             | Dušan Vukotić                              |                                            |
| 1977.  | 3                                          | Ljubavni život Budimira Trajkovića         | Dejan Karaklajić                           |                                            |
| 1978.  | 1                                          | Okupacija u 26 slika                       | Lordan Zafranović                          |                                            |
| 1978.  | 2                                          | Bravo maestro                              | Rajko Grlić                                |                                            |
| 1978.  | 3                                          | Pas koji je voleo vozove                   | Goran Paskaljević                          |                                            |
| 1979.  | 1                                          | Trofej                                     | Karolj Viček                               |                                            |
| 1979.  | 2                                          | Usijanje                                   | Boro Drašković                             |                                            |
| 1979.  | 3                                          | Zemaljski dani teku                        | Goran Paskaljević                          |                                            |
| 1980.  | 1                                          | Petrijin venac                             | Srđan Karanović                            |                                            |
| 1980.  | 2                                          | Tajna Nikole Tesle                         | Krsto Papić                                |                                            |
| 1980.  | 3                                          | Ko to tamo peva                            | Slobodan Šijan                             |                                            |

### 1981. – 1990.
Godine 1981. druga i treća nagrade izostavljene su. Sljedeća tablica popisuje sve pobjednike od 1981. do 1990. godine. Velika zlatna arena nije bila dodijeljena 1982. godine.
| Godina | Originalni naslov(i)                       | Redatelj(i)                                |                                            |
| ------ | ------------------------------------------ | ------------------------------------------ | ------------------------------------------ |
| 1981.  | Pad Italije                                | Lordan Zafranović                          |                                            |
| 1982.  | Velika zlatna arena nije bila dodijeljena. | Velika zlatna arena nije bila dodijeljena. | Velika zlatna arena nije bila dodijeljena. |
| 1983.  | Zadah tela                                 | Živojin Pavlović                           |                                            |
| 1984.  | Balkanski špijun                           | Dušan Kovačević Božidar Nikolić            |                                            |
| 1985.  | Otac na službenom putu                     | Emir Kusturica                             |                                            |
| 1986.  | Srećna nova '49.                           | Stole Popov                                |                                            |
| 1987.  | Već viđeno                                 | Goran Marković                             |                                            |
| 1988.  | Život sa stricem                           | Krsto Papić                                |                                            |
| 1989.  | Sabirni centar                             | Goran Marković                             |                                            |
| 1990.  | Gluvi barut                                | Bato Čengić                                |                                            |

### 1991.–danas
Raspad Jugoslavije koji je započeo u ranim 1990-ima i velikosrpski napad na Hrvatsku utjecali su na otkazivanje festivala 1991. godine. Godine 1992. ponovo je pokrenut kao Pulski filmski festival (nasuprot Festivalu jugoslavenskog igranog filma kao što je bio poznat prije). Kategorije nagrada i njihova imena nisu promijenjene, ali je selekcija sužena samo na hrvatske filmove isključivši filmove iz ostatka bivše države. To je značilo da je broj potencijalnih filmova za nagrade osjetno pao što je čak dovelo do otkazivanja ceremonije nagrada 1994. godine jer je samo jedan hrvatski film produciran u prethodnih 12 mjeseci.
| Godina | Originalni naslov(i)                             | Redatelj(i)                                      |                                                  |
| ------ | ------------------------------------------------ | ------------------------------------------------ | ------------------------------------------------ |
| 1991.  | Festival je otkazan.[A]                          | Festival je otkazan.[A]                          | Festival je otkazan.[A]                          |
| 1992.  | Priča iz Hrvatske                                | Krsto Papić                                      |                                                  |
| 1993.  | Kontesa Dora                                     | Zvonimir Berković                                |                                                  |
| 1994.  | Nacionalni natjecateljski program je otkazan.[B] | Nacionalni natjecateljski program je otkazan.[B] | Nacionalni natjecateljski program je otkazan.[B] |
| 1995.  | Isprani                                          | Zrinko Ogresta                                   |                                                  |
| 1996.  | Kako je počeo rat na mom otoku                   | Vinko Brešan                                     |                                                  |
| 1997.  | Mondo Bobo                                       | Goran Rušinović                                  |                                                  |
| 1998.  | Kad mrtvi zapjevaju                              | Krsto Papić                                      |                                                  |
| 1999.  | Bogorodica                                       | Neven Hitrec                                     |                                                  |
| 2000.  | Maršal                                           | Vinko Brešan                                     |                                                  |
| 2001.  | Polagana predaja                                 | Bruno Gamulin                                    |                                                  |
| 2002.  | Fine mrtve djevojke                              | Dalibor Matanić                                  |                                                  |
| 2003.  | Tu                                               | Zrinko Ogresta                                   |                                                  |
| 2004.  | Duga mračna noć                                  | Antun Vrdoljak                                   |                                                  |
| 2005.  | Što je Iva snimila 21. listopada 2003.           | Tomislav Radić                                   |                                                  |
| 2006.  | Sve džaba                                        | Antonio Nuić                                     |                                                  |
| 2007.  | Živi i mrtvi                                     | Kristijan Milić                                  |                                                  |
| 2008.  | Ničiji sin                                       | Arsen Anton Ostojić                              |                                                  |
| 2009.  | Metastaze                                        | Branko Schmidt                                   |                                                  |
| 2010.  | Neka ostane među nama                            | Rajko Grlić                                      |                                                  |
| 2011.  | Kotlovina                                        | Tomislav Radić                                   |                                                  |
| 2012.  | Pismo ćaći                                       | Damir Čučić                                      |                                                  |
| 2013.  | Obrana i zaštita                                 | Bobo Jelčić                                      |                                                  |
| 2014.  | Broj 55                                          | Kristijan Milić                                  |                                                  |
| 2015.  | Zvizdan                                          | Dalibor Matanić                                  |                                                  |
| 2016.  | S one strane                                     | Zrinko Ogresta                                   |                                                  |
| 2017.  | Kratki izlet                                     | Igor Bezinović                                   |                                                  |
| 2018.  | Mali                                             | Antonio Nuić                                     |                                                  |
| 2019.  | Dnevnik Diane Budisavljević                      | Dana Budisavljević                               |                                                  |
| 2020.  | Tereza37                                         | Danilo Šerbedžija                                |                                                  |
| 2021.  | Plavi cvijet                                     | Zrinko Ogresta                                   |                                                  |
| 2022.  | Zbornica                                         | Sonja Tarokić                                    |                                                  |
| 2023.  | Veće od traume                                   | Vedrana Pribačić                                 |                                                  |
| 2024.  | Proslava                                         | Bruno Anković                                    |                                                  |